# ヨハニス・デ・レーケ
- ヨハネス・デ・レーケ
- ヨハニス・デ・レイケ
- ヨハネス・デレーケ
- ヨハネス・イ・デレーケ

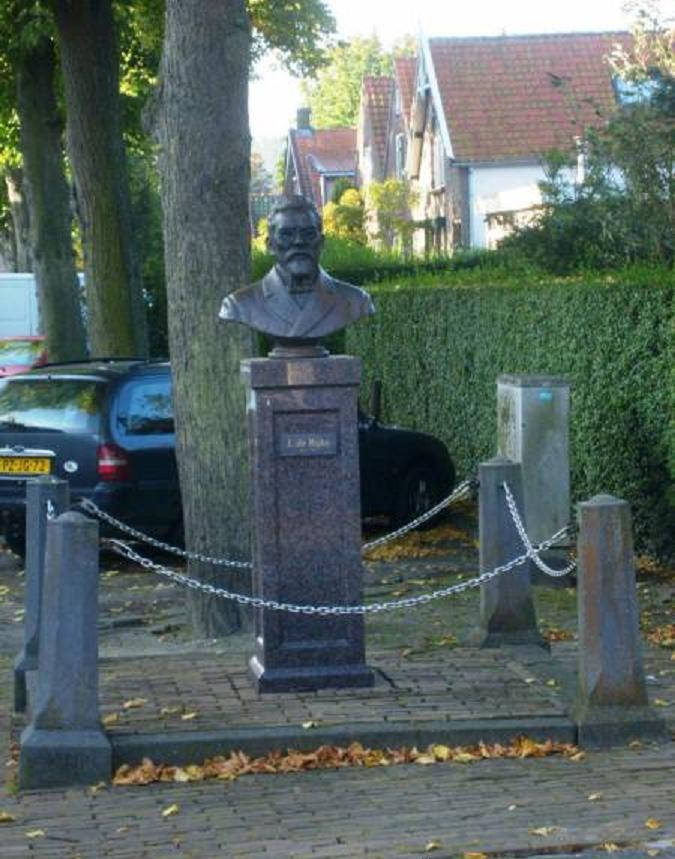
生誕地のコレインスプラートにある胸像

ヨハネス・デ・レーケ（Johannis de Rijke、1842年12月5日 - 1913年1月20日）は、オランダの土木技師。

## 概要
いわゆるお雇い外国人として日本に招聘され、河川改修や砂防工事の基礎を築いたことから「治水の恩人」あるいは「近代砂防の祖」と称される。
日本の土木事業、特に河川改修や砂防における功績から、日本の農林水産省ウェブサイトに土木史の偉人の一人として取り上げられている。

## 来歴

### 幼少時代
デ・レーケは7人兄弟の3人目としてオランダのコレインスプラートに生まれる。兼業農家である築堤職人の息子として育ち、オランダ内務省技官出の水理学者であるヤコーブス・レブレットに出会ったことで土木の技術者としての道を歩み始めた。子供のいなかったレブレットは、最初の教え子でもあったデ・レーケに数学や力学や水理学など、土木工学に関する学問を教え、その勤勉な姿勢を大変に可愛がったという。

### 内務省お雇い技師
1873年、明治政府による海外の学問や技術の国内導入制度によって、内務省土木局に招かれ、大学でもエリートだったG.A.エッセルらと共に来日した。エッセルは1等工師、デ・レーケは4等工師として遇せられ、淀川の改修や三国港の改修などに関わり、エッセルは主に設計を、デ・レーケは施工や監理を中心に担当した。
後に、ファン・ドールンやエッセルの後任として、内務省の土木技術の助言者や技術指導者として現場を指揮することになる。氾濫を繰り返す河川を治めるため、放水路や分流の工事を行うだけでなく、根本的な予防策として水源山地における砂防や治山の工事を体系づけ、また全国の港湾の建築計画を立てた。特に木曽川の下流三川分流計画には10年にわたり心血を注ぎ成功させた。木曽三川分流計画に関して当初、二川分流しか考えていない、木曽川の土砂対策に重きを置いた木曽川と長良揖斐に分ければよいと考えていたが、片野萬右衛門（かたのばんえもん）という老人の三川分流案の進言に感動し、三川分流に踏み切ったという。
日本中の現場にも広く足を伸ばし技術指導や助言も行っている。これらの業績は高く評価され、1891年、現代の内務省事務次官に近い内務省勅任官技術顧問の扱いになる。これは「天皇から任命を受けた内務大臣の技術顧問・相談役」という立場である。
建設事業の竣工において、事業関係者は招待されたり記念碑に連名されるのが慣例とされているが、デ・レーケは関連した全土木工事において一度も招待を受けたことがなく、連名の記念碑も無い。これは、お雇い外国人はあくまでも裏方であり、任務は調査と報告書提出のみであって、それを決定し遂行するのは日本側である、という事情の表れとされている。

### 勅任官技術顧問から内務省退官まで
後に、工科大学校（現在の東京大学工学部）を始め、欧米諸国の大学で水文学をはじめとする高等教育を受けた内務省土木局の日本人技術者が台頭したことにより、徐々に活躍の場を失うも、内務省勅任官技術顧問としての責務を全うした。都合30年以上日本に滞在し、1903年に離日。在日中に提出した報告書は57編に上り、2度受勲され、帰国に当たっても「日本の土木の基礎を築いた」として、さらに勲二等瑞宝章を授与された。現在の価格にして4億円相当とされる退職金が支給され、当時の上官で内務省土木局長だった古市公威ら高級官僚による労いもあったとされる。

### 中国河川改修技師長以後
内務省退官後、数年間はオランダに帰郷し英気を養った。まもなく、オランダ政府代表として、中国の上海の黄浦江の改修事業の技師長として現地に赴く。辣腕を振るうことになるが、建設系事業者・コンサルタントを詐称する浚渫系専門業者などのいい加減さや、中国政府の未曾有の混迷による事業費問題、ドイツやイギリスの政府および報道機関への対応の苦慮などによる心労が重なったという。
1911年、技師長職を辞職。同年1月17日にオランダ獅子勲章の騎士章が送られ、名実ともに貴族の仲間入りを果たすことになった。この爵位はオランダ政府代表として黄浦江改修事業の技師長を勤めた功績によるものとされる。またベルギーよりレオポルド勲章も贈られており、2年後の1913年、母国オランダのアムステルダムにて死去する。

## その他
デ・レーケが指導や建設した砂防ダムや防波堤は、100年以上経過した現在でも日本各所に現存している。粗朶沈床の手法を日本に伝えた。1998年にはデ・レーケの孫が来日し、木曽川などを視察し話題になった。2000年は日蘭交流400周年にあたり、その記念事業として「『デ・レイケ記念シンポジウム』文明を支えるもの〜日蘭の厳しい国土条件と社会基盤」が開催され、デ・レーケとエッセルの子孫がともにゲストとして参加した。
デ・レーケに関して、日本の川（常願寺川）を見てその流れの激しさに驚き 「これは川ではない。滝だ」と述べたという逸話が知られていた。しかし、2020年になって、当発言はデ・レーケによるものではなく、別のオランダ人技師ローウェンホルスト・ムルデルの発言かつ、川は常願寺川ではなく早月川を指していたことが、富山県会議事録で裏付けられた。
それまでこの発言について以下のような諸説が唱えられ、実際の発言にどの程度即した物かは判然としない状態になっていた。
- 低地国であるオランダ出身のデ・レーケは、ゆったりした川しか見たことが無く、日本の川を見て「これは滝だ」と驚いたという説[8]
- 富山県知事が常願寺川の整備を内務省直轄事業としてもらうよう内務大臣に出した上申書にある「70有余の河川みなきわめて暴流にして、山を出て海に入る間、長きは67里、短きは23里にすぎぬ。川といわんよりは寧ろ瀑と称するを充当すべし」がデ・レーケの発言であったとする説[3]
- 常願寺川改修に携わった富山県の土木技師、高田雪太郎の発言とする説[7]

## 関係した土木構造物
- デレーケ堰堤（群馬県榛東村）
- 利根運河（千葉県柏市・流山市・野田市）
- 神田下水（東京都千代田区）
- 常願寺川の河川改修および常西用水の整備（富山県）
- 黒部川右岸の小摺堤、福島堤、上飯野堤（霞堤）（富山県黒部市）
- エッセル堤（福井県坂井市、設計：ジョージ・アーノルド・エッセル）
- 巨石積み堰堤（岐阜県中津川市）
- デレーケの石積み堰堤（岐阜県中津川市）
- 松尾池（岐阜県岐阜市）
- 羽根谷巨石堰堤（岐阜県海津市）
- 木曽三川分流工事（愛知県・岐阜県・三重県）
- 四日市港の潮吹き防波堤（三重県四日市市、重要文化財）
- 田川カルバート（滋賀県長浜市）
- オランダ堰堤（滋賀県大津市、設計：田辺義三郎）
- デ・レーケ堰堤（京都府木津川市）
- 淀川の河川改修（大阪府大阪市）
- 大阪港の築港（大阪府大阪市）
- 鳥取港の築港（鳥取県鳥取市）
- デレーケ堰堤（大谷川堰堤）（徳島県美馬市）
- 筑後川の導流堤（福岡県大川市）
- 細島港の築港（宮崎県日向市）

## デ・レーケに関する著作物
- 三宅雅子『乱流』1991年 - CBC開局35周年記念特別番組としてテレビドラマ化。1995年8月19日TBS系列局にて放送。
- 上林好之『日本の川を甦らせた技師 デ・レイケ』1999年 - 元建設省近畿地方建設局河川部長 平成15年度 土木学会出版文化賞 受賞。

## 舞台化
三宅雅子『乱流』を原作に、題名を「水の華」として磯村みどりが企画・主演、主な配役に石橋正次、ヨハネス・デレーケに沖田弘二で上演された。